# Polylepiscus major
Polylepiscus major är en mångfotingart som först beskrevs av Chamberlin 1952.  Polylepiscus major ingår i släktet Polylepiscus och familjen Aphelidesmidae. Inga underarter finns listade i Catalogue of Life.